# 게이비케역
게이비케역(일본어: 猊鼻渓駅)은 일본 이와테현 이치노세키시에 위치한 동일본 여객철도 오후나토 선의 철도역이다. 단선 승강장 1면 1선의 구조를 갖춘 지상역이다.

## 역 주변
- 게이비 계곡
- 이치노세키 시청 히가시야마 지소

## 역사
- 1986년 11월 1일 : 국철 마지막 다이어 개정으로 개업.
- 1987년 4월 1일 : 일본국유철도 분할 민영화에 의해, 동일본 여객철도가 승계.

## 인접 역
| 동일본 여객철도 오후나토 선    | 동일본 여객철도 오후나토 선 | 동일본 여객철도 오후나토 선 |
| ------------------------------ | --------------------------- | --------------------------- |
| 리쿠추마쓰카와 이치노세키 방면 | ■ 오후나토 선               | 시바주쿠 사카리 방면        |